# Morgan Kneisky
Morgan Kneisky (Besanzón, 31 de agosto de 1987) es un deportista francés que compitió en ciclismo en las modalidades de pista, especialista en las pruebas de puntuación y madison, y ruta.
Ganó ocho medallas en el Campeonato Mundial de Ciclismo en Pista entre los años 2009 y 2017, y cuatro medallas en el Campeonato Europeo de Ciclismo en Pista entre los años 2011 y 2016.

## Medallero internacional
| Campeonato Mundial | Campeonato Mundial       | Campeonato Mundial | Campeonato Mundial |
| Año                | Lugar                    | Medalla            | Competición        |
| ------------------ | ------------------------ | ------------------ | ------------------ |
| 2009               | Pruszków (Polonia)       | Medalla de oro     | Scratch            |
| 2010               | Ballerup (Dinamarca)     | Medalla de plata   | Madison            |
| 2011               | Apeldoorn (Países Bajos) | Medalla de bronce  | Puntuación         |
| 2011               | Apeldoorn (Países Bajos) | Medalla de bronce  | Scratch            |
| 2013               | Minsk (Bielorrusia)      | Medalla de oro     | Madison            |
| 2015               | Saint-Quentin (Francia)  | Medalla de oro     | Madison            |
| 2016               | Londres (Reino Unido)    | Medalla de plata   | Madison            |
| 2017               | Hong Kong (China)        | Medalla de oro     | Madison            |
| Campeonato Europeo |                          |                    |                    |
| Año                | Lugar                    | Medalla            | Competición        |
| 2011               | Apeldoorn (Países Bajos) | Medalla de bronce  | Madison            |
| 2014               | Baie-Mahault (Francia)   | Medalla de bronce  | Madison            |
| 2015               | Grenchen (Suiza)         | Medalla de bronce  | Madison            |
| 2016               | Saint-Quentin (Francia)  | Medalla de plata   | Madison            |

## Palmarés

### Pista
2009
- Campeonato del Mundo en Scratch
- Campeonato de Francia Scratch
- Campeonato de Francia en Madison (con Kévin Fouache)
- 3.º en el Campeonato de Francia Persecución por Equipos

2010
- Campeonato de Francia en puntuación
- 2.º en el Campeonato del Mundo de Madison (con Christophe Riblon)

2011
- 3.º en el Campeonato del Mundo en Puntuación
- 3.º en el Campeonato del Mundo en Scratch
- 3.º Campeonato de Europa en Madison  (con Vivien Brisse)

2013
- Campeonato de Francia en Madison (con  Julien Duval)
- Campeonato del Mundo en Madison   (con Vivien Brisse)

2014
- 3.º en el Campeonato de Francia en Madison
- 3.º en el Campeonato de Francia en Scratch
- 3.º Campeonato de Europa en Madison  (con Vivien Brisse)

2015
- Campeonato del Mundo en Madison   (con Bryan Coquard)
- 3.º Campeonato de Europa en Madison  (con Bryan Coquard)

2016
- 2.º Campeonato del Mundo en Madison  (con Benjamin Thomas)
- 2.º en el Campeonato Europeo Madison en Madison  (con Benjamin Thomas)

### Ruta
2008
- Tour de Moselle, más 1 etapa

2012
- 1 etapa de los Boucles de la Mayenne

## Equipos
- Roubaix (2010-2013)
  - Roubaix-Dalkia (2010-2011)
  - Roubaix Lille Métropole (2012-2013)
- Team Raleigh (2014-2016)
  - Team Raleigh (2014)
  - Team Raleigh-GAC (2015-2016)
- Armée de terre (2017)
- Roubaix Lille Métropole (2018)
- FDJ continental (2019-2020)